# Cédric Énard

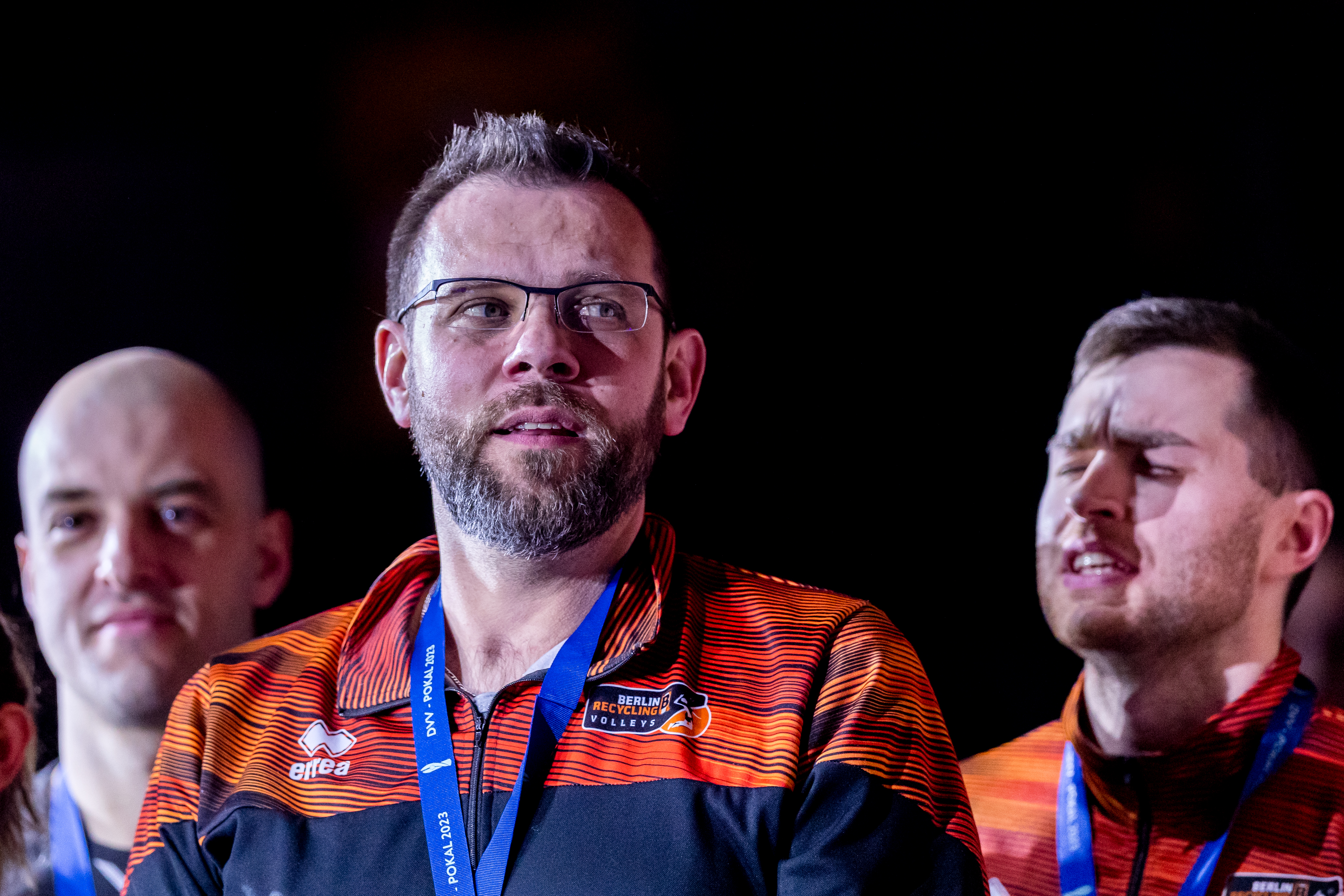
Cédric Énard trenerem klubu Berlin Recycling Volleys

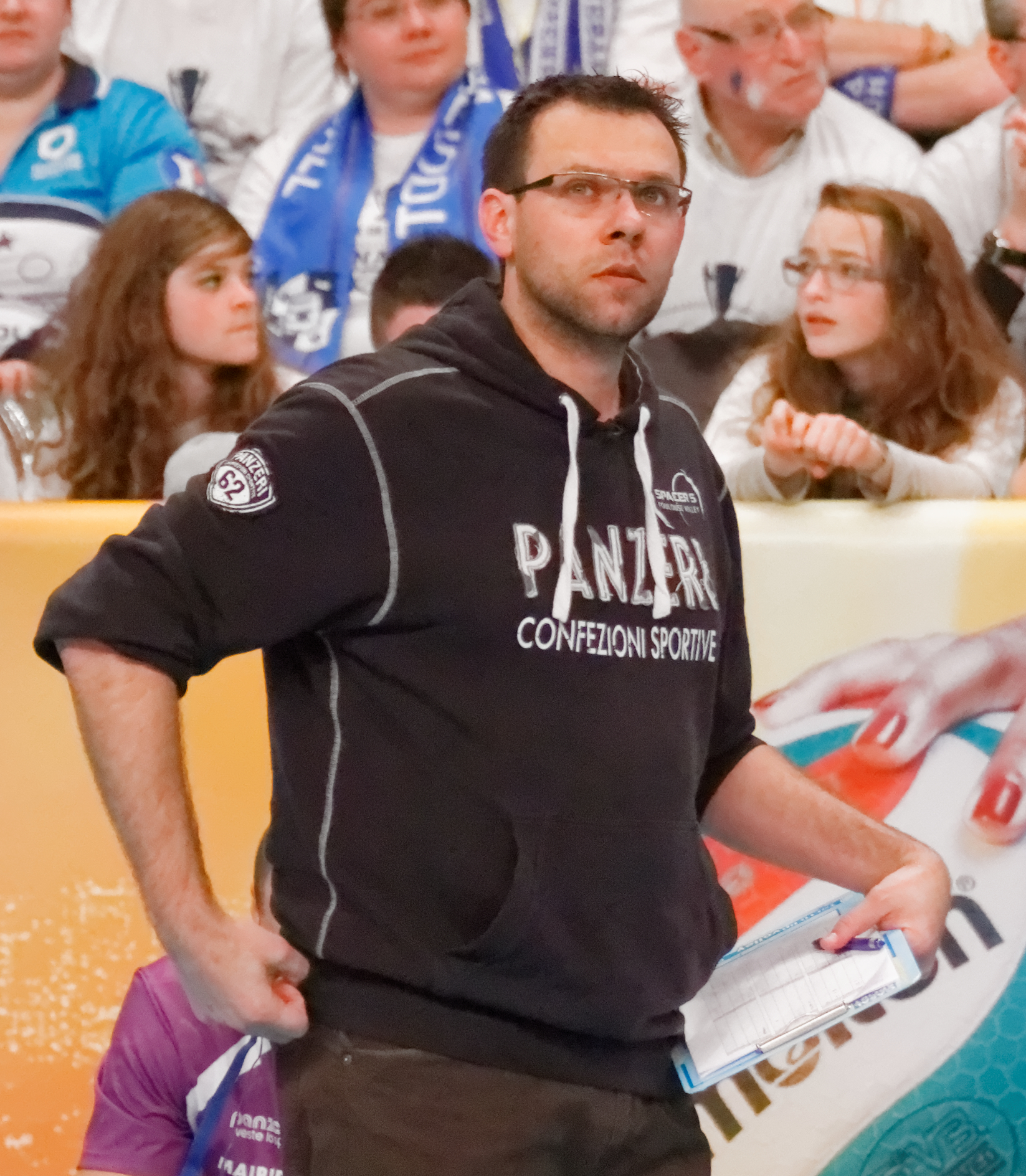
Cédric Énard trenerem Spacer's de Toulouse w sezonie 2012/2013

Cédric Énard (ur. 20 marca 1976 w Vouillé) – francuski trener siatkarski. Kiedy był siatkarzem grał na pozycji środkowego.
Około 7 roku życia zaczął trenować rugby, następnie w wieku 14 lat siatkówka stała się dla niego priorytetem. Jego kariera siatkarska zakończyła się nagle w wieku 28 lat z powodu wad rozwojowych rdzenia kręgowego, które spowodowały silne bóle w ramieniu.

## Przebieg kariery
| Siatkarz  | Siatkarz                            | Siatkarz                | Siatkarz                | Siatkarz                | Siatkarz                | Siatkarz                | Siatkarz                | Siatkarz                | Siatkarz                | Siatkarz                |                         |
| Lata      | Klub                                | Klub                    | Klub                    | Klub                    | Klub                    | Klub                    | Klub                    | Klub                    | Klub                    | Klub                    | Klub                    |
| --------- | ----------------------------------- | ----------------------- | ----------------------- | ----------------------- | ----------------------- | ----------------------- | ----------------------- | ----------------------- | ----------------------- | ----------------------- | ----------------------- |
| 1997–1999 | Stade Poitevin Poitiers             | Stade Poitevin Poitiers | Stade Poitevin Poitiers | Stade Poitevin Poitiers | Stade Poitevin Poitiers | Stade Poitevin Poitiers | Stade Poitevin Poitiers | Stade Poitevin Poitiers | Stade Poitevin Poitiers | Stade Poitevin Poitiers | Stade Poitevin Poitiers |
| 1999–2002 | Avignon VB                          | Avignon VB              | Avignon VB              | Avignon VB              | Avignon VB              | Avignon VB              | Avignon VB              | Avignon VB              | Avignon VB              | Avignon VB              | Avignon VB              |
| 2002–2004 | Spacer's de Toulouse                | Spacer's de Toulouse    | Spacer's de Toulouse    | Spacer's de Toulouse    | Spacer's de Toulouse    | Spacer's de Toulouse    | Spacer's de Toulouse    | Spacer's de Toulouse    | Spacer's de Toulouse    | Spacer's de Toulouse    | Spacer's de Toulouse    |
| Trener    |                                     |                         |                         |                         |                         |                         |                         |                         |                         |                         |                         |
| Lata      | Klub/Reprezentacja                  | Funkcja                 |                         |                         |                         |                         |                         |                         |                         |                         |                         |
| 2004–2011 | Spacer's de Toulouse                | asystent trenera        |                         |                         |                         |                         |                         |                         |                         |                         |                         |
| 2011–2017 | Spacer's de Toulouse                | I trener                |                         |                         |                         |                         |                         |                         |                         |                         |                         |
| 2015      | Francja (Igrzyska Europejskie 2015) | asystent trenera        |                         |                         |                         |                         |                         |                         |                         |                         |                         |
| 2017–2018 | Tours VB                            | I trener                |                         |                         |                         |                         |                         |                         |                         |                         |                         |
| 2017–2019 | Francja                             | asystent trenera        |                         |                         |                         |                         |                         |                         |                         |                         |                         |
| 2018–2023 | Berlin Recycling Volleys            | I trener                |                         |                         |                         |                         |                         |                         |                         |                         |                         |
| 2020–2021 | Estonia                             | I trener                |                         |                         |                         |                         |                         |                         |                         |                         |                         |
| 2022–2023 | Chorwacja                           | I trener                |                         |                         |                         |                         |                         |                         |                         |                         |                         |
| 2024      | Turcja                              | I trener                |                         |                         |                         |                         |                         |                         |                         |                         |                         |

## Jako siatkarz

### Sukcesy klubowe
Mistrzostwo Francji:
- 1999

## Jako trener

### Sukcesy klubowe
Mistrzostwo Francji:
- 2018
- 2017

Mistrzostwo Niemiec:
- 2019, 2021, 2022[10], 2023[11]

Superpuchar Niemiec:
- 2019, 2020, 2021, 2022[12]

Puchar Niemiec:
- 2020, 2023[13]

### Sukcesy reprezentacyjne
Liga Europejska:
- 2021, 2022, 2023[14]

Igrzyska Śródziemnomorskie:
- 2022